# Болоновский, Сергей Никифорович
Сергей Никифорович Болоновский (Балановский, 12 мая 1895 года — 7 июля 1975 года) — участник Великой Отечественной войны, скотник колхоза имени 17-й партконференции Кировского района Черкесской автономной области, Ставропольский край. Герой Социалистического Труда (02.10.1950).

## Биография
Родился 12 мая 1895 года в станице Сторожевая ныне Зеленчукского района Карачаево-Черкесской Республики. Русский.
С 1931 года — скотник, гуртоправ и дояр совхоза «Сторожевский» Преградненского района Карачаевской автономной области (ныне — Урупский муниципальный район Карачаево-Черкесской Республики). Вступил в ВКП(б)/КПСС.
С 1941 года — в Красной Армии. Участник Великой Отечественной войны.
Демобилизовавшись из Красной Армии, трудился скотником колхоза имени 17-й партконференции Кировского района Черкесской автономной области (с 1957 года — Зеленчукского района Карачаево-Черкесской автономной области) Ставропольского края (ныне — Карачаево-Черкесская Республика). В течение 1949 года получил от 66 голов крупного рогатого скота при нагуле по 1049 граммов суточного привеса в среднем на голову.
Указом Президиума Верховного Совета СССР от 2 октября 1950 года за достижение высоких показателей в животноводстве в 1949 году при выполнении колхозом обязательных поставок государству, контрактации, натуроплаты за работу МТС и плана прироста поголовья по каждому виду продуктивного скота и птицы Болоновскому Сергею Никифоровичу присвоено звание Героя Социалистического Труда с вручением ордена Ленина и золотой медали «Серп и Молот».
В дальнейшем вышел на заслуженный отдых.
Умер 7 июля 1975 года, в станице Сторожевая ныне Зеленчукский район.

## Награды
- Золотая медаль «Серп и Молот»(02.10.1950)
- Орден Ленина (02.10.1950)

- Медаль «В ознаменование 100-летия со дня рождения Владимира Ильича Ленина» (6 апреля 1970)
- Медаль «За победу над Германией в Великой Отечественной войне 1941—1945 гг.» (9 мая 1945[2])
- Юбилейная медаль «Двадцать лет Победы в Великой Отечественной войне 1941—1945 гг.» (7 мая 1965[3])
- Медаль «За трудовое отличие»
- Медаль «Ветеран труда»

- медалями ВДНХ СССР:

## Память
- На могиле установлен надгробный памятник.